# Charles-Émile Auguste Durand

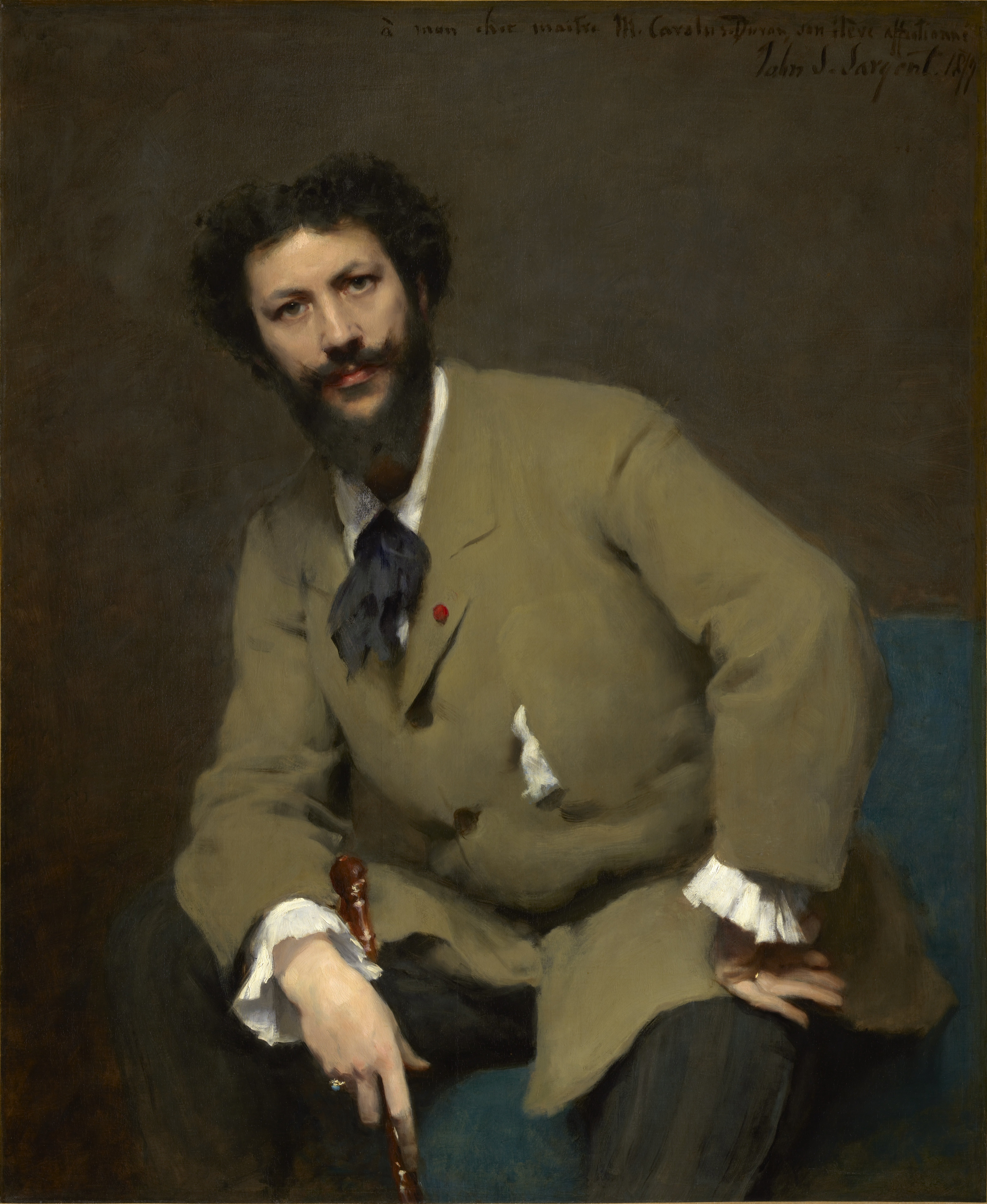
Portret van Carolus-Duran in 1879, geschilderd door John Singer Sargent, The Clark Institute, Williamstown, MA

Charles-Émile Auguste Durand (Rijsel, 4 juli 1837 – Parijs, 17 februari 1917) meestal Carolus-Duran genoemd was een Franse kunstschilder. Hij was een van de meest gewaardeerde portrettisten van de hogere klassen gedurende de Derde Republiek.

## Biografie
Charles Durand, zoon van een hotelhouder, leerde tekenen vanaf zijn elfde bij de beeldhouwer Augustin-Phidias Cadet de Beaupré aan de École municipale de dessin van Rijsel. Van 1852 tot 1854 volgde hij de schilderklas bij François Souchon, directeur van de opleiding en zelf een leerling van Jacques-Louis David. In 1853 trok hij naar Parijs, waar hij in het Louvre werken van grote meesters kopieerde. Het was daar dat hij in 1855 Henri Fantin-Latour leerde kennen. Van 1859 tot 1860 volgde hij de lessen aan de Académie Suisse. Via zijn vriendschap met Henri Fantin-Latour en Zacharie Astruc die hij kende uit Rijsel, leerde hij vrij snel Gustave Courbet en Édouard Manet kennen. Hij schilderde hun portretten: Fantin-Latour in 1861, Astruc ca. 1860-1861 en Claude Monet in 1867. Met het portret van Henri Fantin-Latour en Henri Oulevay, toonde hij het talent dat hem snel aan de top zou brengen. Het portret is fris en indringend met sterke kleurcontrasten en stevig penseelwerk. Zijn werk toonde toen nog wel verwantschap met de revolutionaire realistische stijl van Courbet en Manet, maar hij zou snel deze gedurfde stijl achter zich laten en zich aanpassen aan de wensen van de hogere klasse om zo de populaire portretschilder van de elite te worden.
Carolus Duran exposeerde voor het eerst op het Parijse Salon in 1859. In 1861 won hij de Wicar-prijs, een beurs van zijn geboortestad, die hem in staat stelde van 1862 tot 1866 te gaan studeren in Rome. In 1866 won hij een medaille op het Salon met zijn werk L'assassiné dat sterk aan Courbet herinnert. Na zijn reis naar Italië bracht hij een jaar door in Spanje waar hij onder meer de portretten van Velázquez bestudeerde. De invloed van Velázquez zal voor de rest van zijn carrière in zijn werk aantoonbaar blijven.
Charles Durand trouwde in 1868 met Pauline Croizette, een verdienstelijke pastelliste. Het paar had een dochter Marianne die later in het huwelijk trad met de theaterauteur Georges Feydeau. In 1869 brak hij met de meer moderne schilderkunst met zijn Dame au gant, een portret ten voeten uit van zijn jonge vrouw, dat op het Salon van dat jaar unaniem geprezen werd door de critici en publiek. Hij kreeg er een gouden medaille voor op het Salon van 1869, zijn paspoort om op het Salon te exposeren zonder via de jury te moeten. Dit schilderij met zijn sobere elegantie en de contrasterende lichtpartijen, betekende zijn doorbraak als portretschilder. Dankzij zijn succes kon hij een atelier openen op de boulevard du Montparnasse, waar hij jonge schilders opleidde. Onder meer John Singer Sargent was een van zijn leerlingen. Hij liet zijn leerlingen direct met het schilderen beginnen zonder eerst een voorbereidende tekening op het doek aan te brengen, een ruwe schets moest volstaan.
In datzelfde jaar schilderde Duran een aantal kustlandschappen aan de Opaalkust die de vergelijking met het werk van zijn vrienden de impressionisten best kunnen doorstaan.
In 1882 wordt hij lid van de jury die de werken die aangeboden worden voor het Salon moet beoordelen en kan hij zijn vrienden de impressionisten verdedigen. In 1872 werd hij ridder in het Légion d'honneur, in 1879 commandeur en in 1889 grootofficier. In 1890 was hij een van de oprichters van de Société nationale des beaux-arts en in 1899 werd hij voorzitter ervan. In 1904 werd hij lid van de Académie des beaux-arts en van 1905 tot 1913 had hij de leiding over de Franse academie in Rome.

## Appreciatie
Carolus Duran werd bijzonder geapprecieerd door het grote publiek in zijn tijd. Voor alles was hij een portretschilder die er voor koos om comfortabel te kunnen leven van de opbrengst van zijn werk. Op het eerste zicht is zijn werk dan ook zeer klassiek, met modellen die conventionele poses aannemen en de kleding die zeer gedetailleerd wordt uitgewerkt. Zijn tijdgenoot Théodore Duret schreef over hem: "hij deed voor het portret wat de realisten deden voor het landschap. Hij probeert via een directe observatie het innerlijke, het karakter van het model weer te geven. Hij schildert geen koude, conventionele figuren volgens een standaard procedé zoals Alexandre Cabanel, maar levende wezens die hij schildert zoals ze zijn en zoals ze zich willen voordoen".
Émile Zola schreef over hem dat de invloed van Manet op het werk van Duran duidelijk te herkennen was, hoewel men hem geen leerling van Manet kon noemen. Volgens Zola verstond hij de kunst om Manet verstaanbaar te maken voor de "bourgeois". Hij inspireerde zich op het modernisme tot op de voor het grote publiek aanvaardbare grenzen. Hij beheerste de techniek van het schilderen, en wist zijn publiek te charmeren. Hij was een zeer interessant talent, maar zijn originaliteit was twijfelachtig.
De "moderne" critici van het einde van de 19e en het begin van de 20e eeuw, klasseerden hem bij de Academische kunstenaars die men in het Frans 'les artistes pompiers' noemt. Het is de kunst waartegen de realisten en de impressionisten zich verzetten en die vanaf het einde van de 19e eeuw als ouderwets werd afgeschreven.
Maar als men beter kijkt, kan men vaststellen dat de kunstenaar toch sterk afwijkt van het klassieke model. De modellen zijn nobel en fier afgebeeld, het licht doet de gezichten stralen en gelaatsuitdrukkingen tonen duidelijk de gemoedstoestand van het model. Blijkbaar heeft Carolus Duran de balans gevonden tussen het realisme en de elegantie.

## Galerij

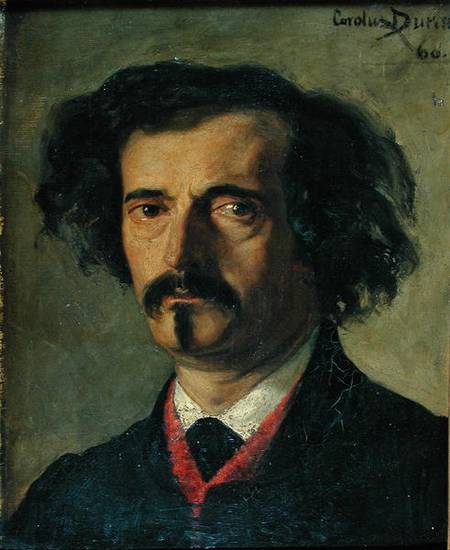
Portret van Jules Barbey d'Aurevilly, 1860, Paleis van Versailles
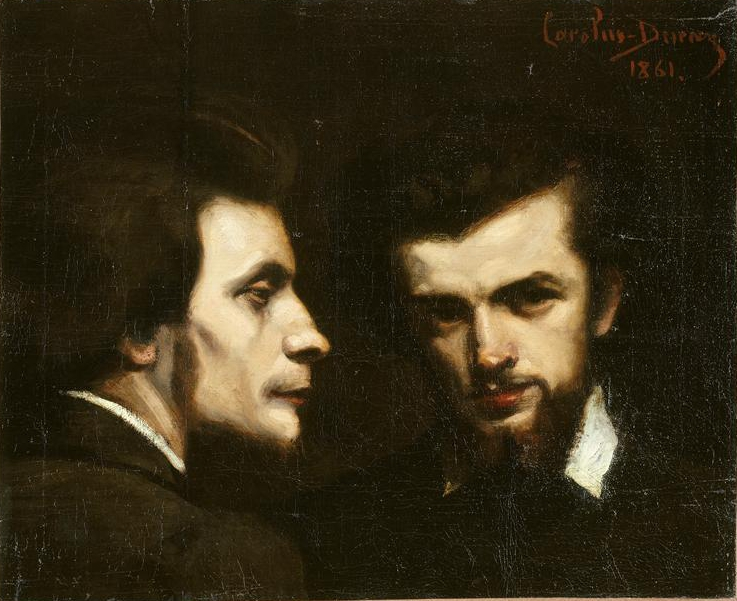
Henri Oulevay et Fantin Latour, 1861
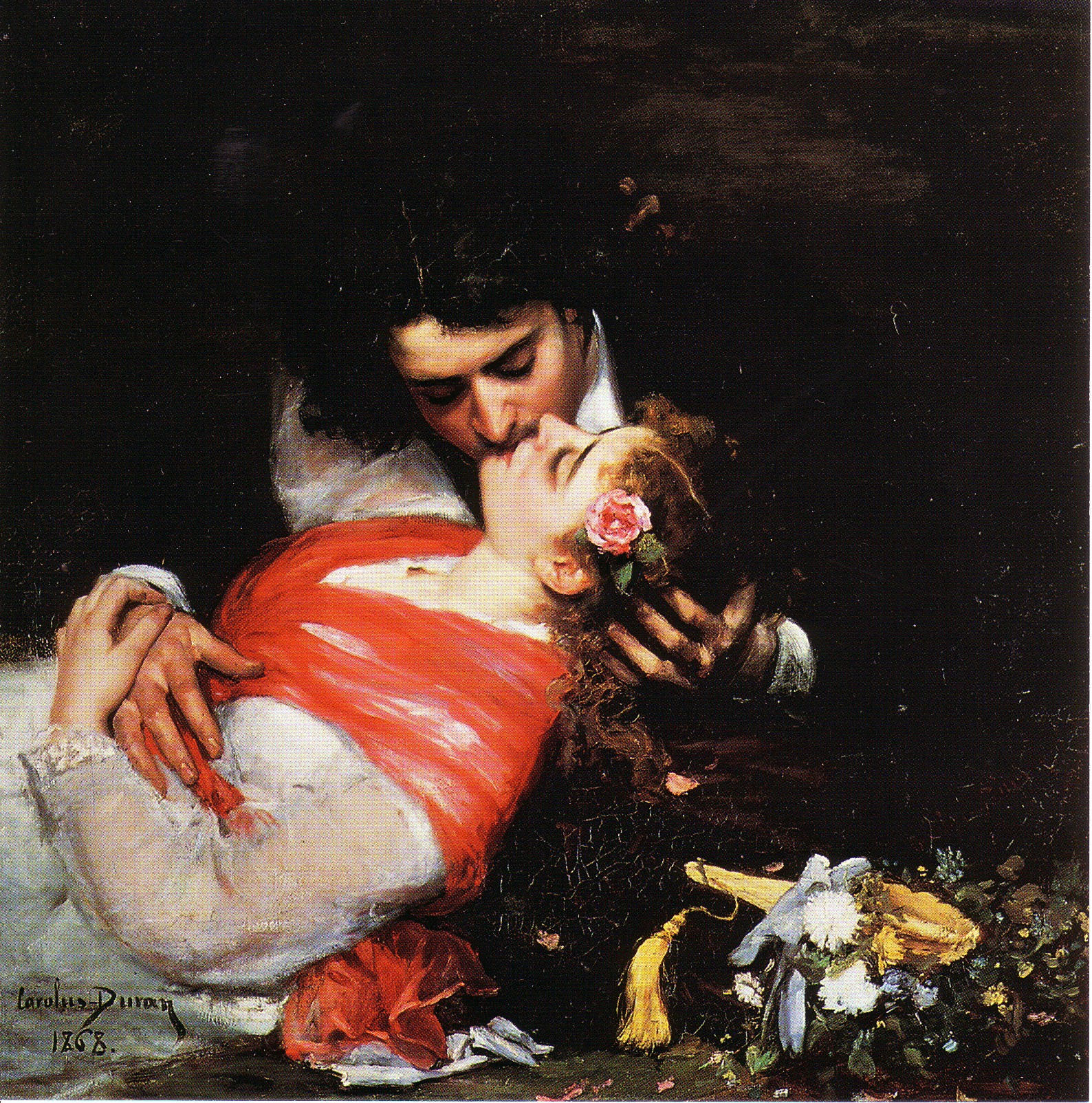
De kus 1868, (zelfportret van de schilder met zijn vrouw), Palais des Beaux-Arts de Lille
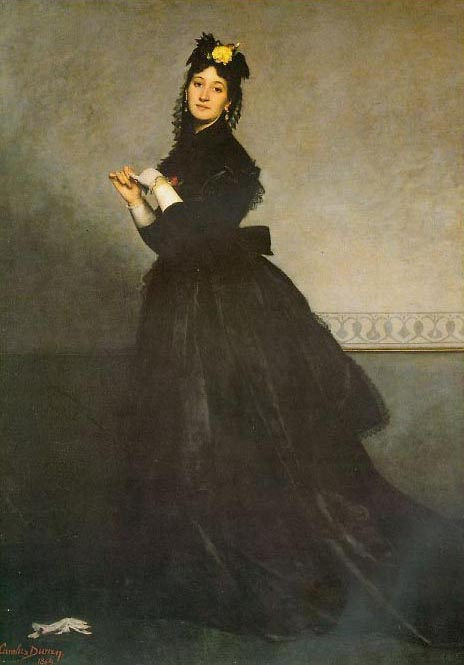
De dame met de handschoen, 1869, Musée d'Orsay, Parijs
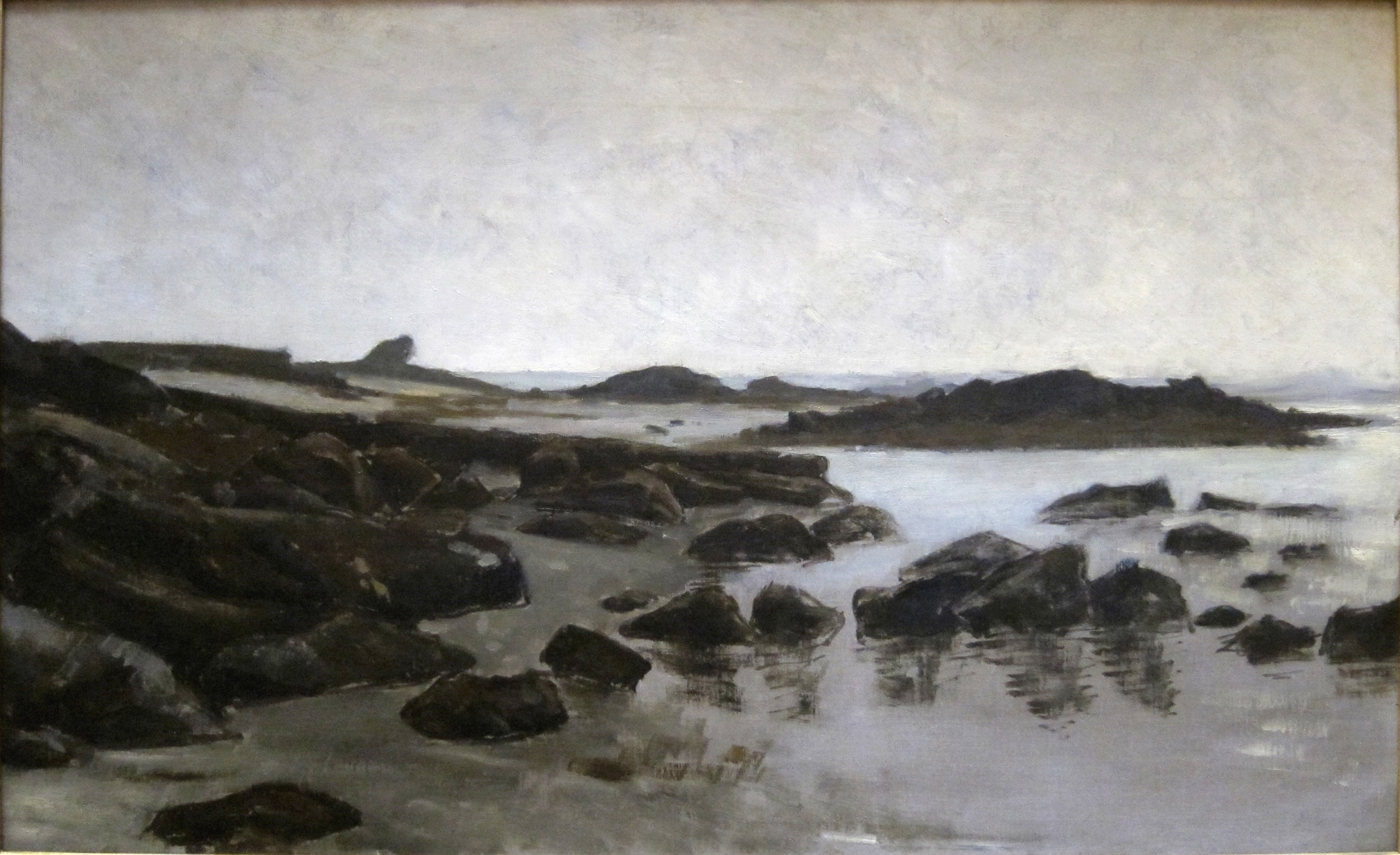
Laag water bij Audresselles, 1869, Palais des Beaux-Arts, Lille
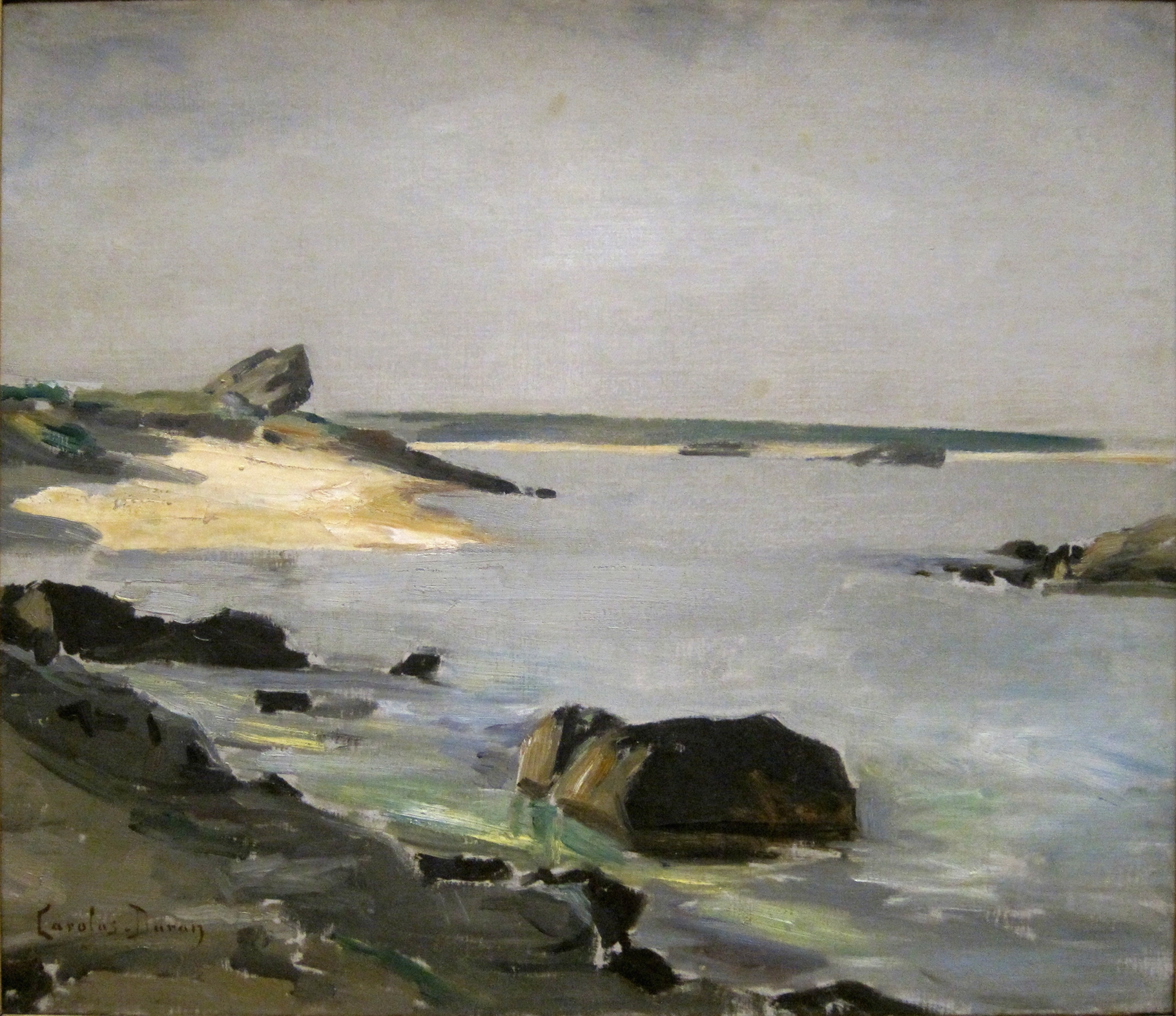
Het strand bij Audresselles, 1869, Palais des Beaux-Arts, Lille
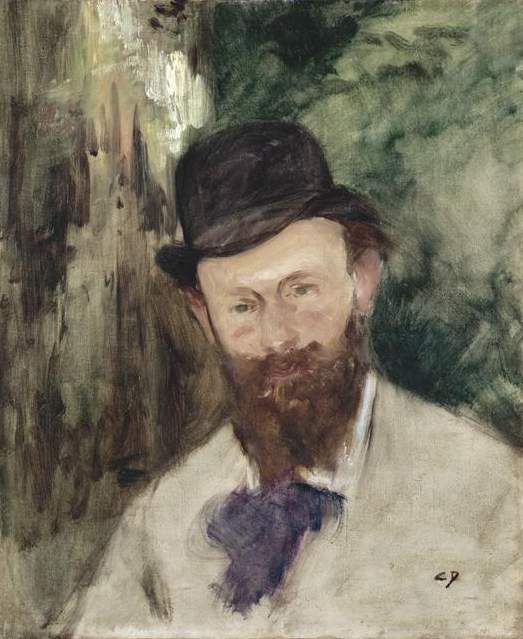
Portret van Édouard Manet (1880), Musée d'Orsay, Parijs
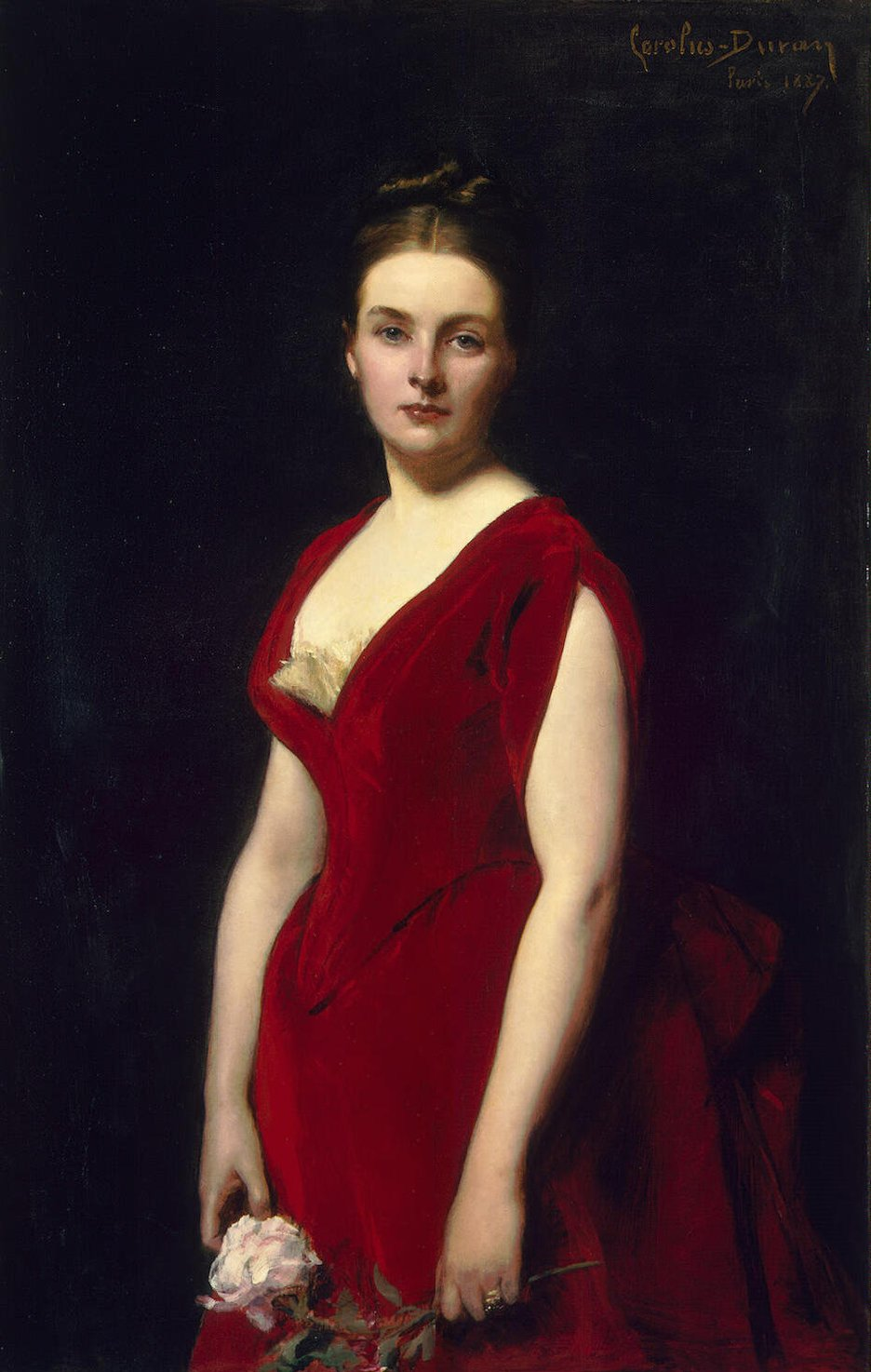
Portret van vorstin Anna Obolenskaja, 1887, Hermitage, Sint-Petersburg
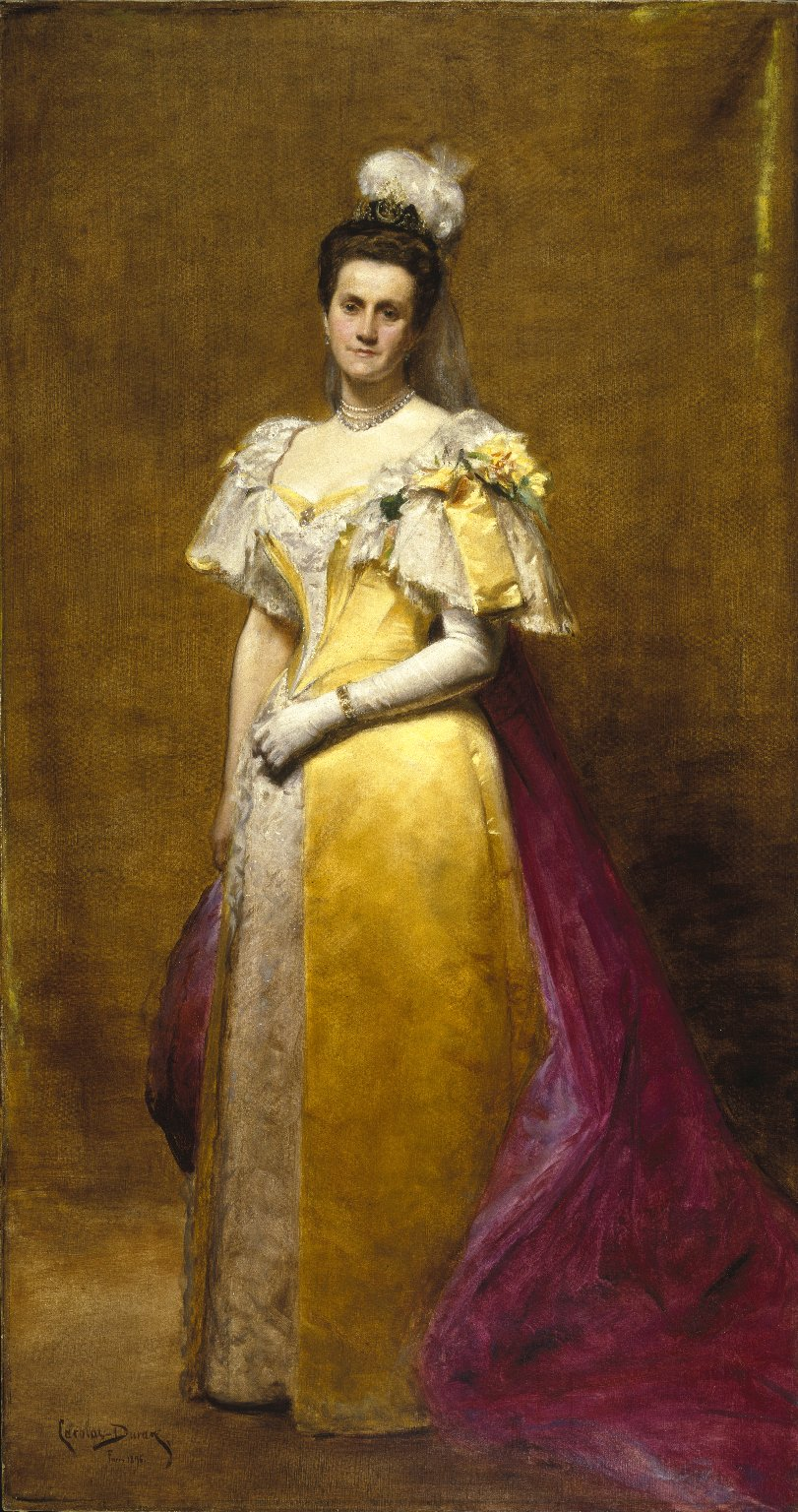
Portret van Emily Warren Roebling, ca. 1896, Brooklyn Museum, New York
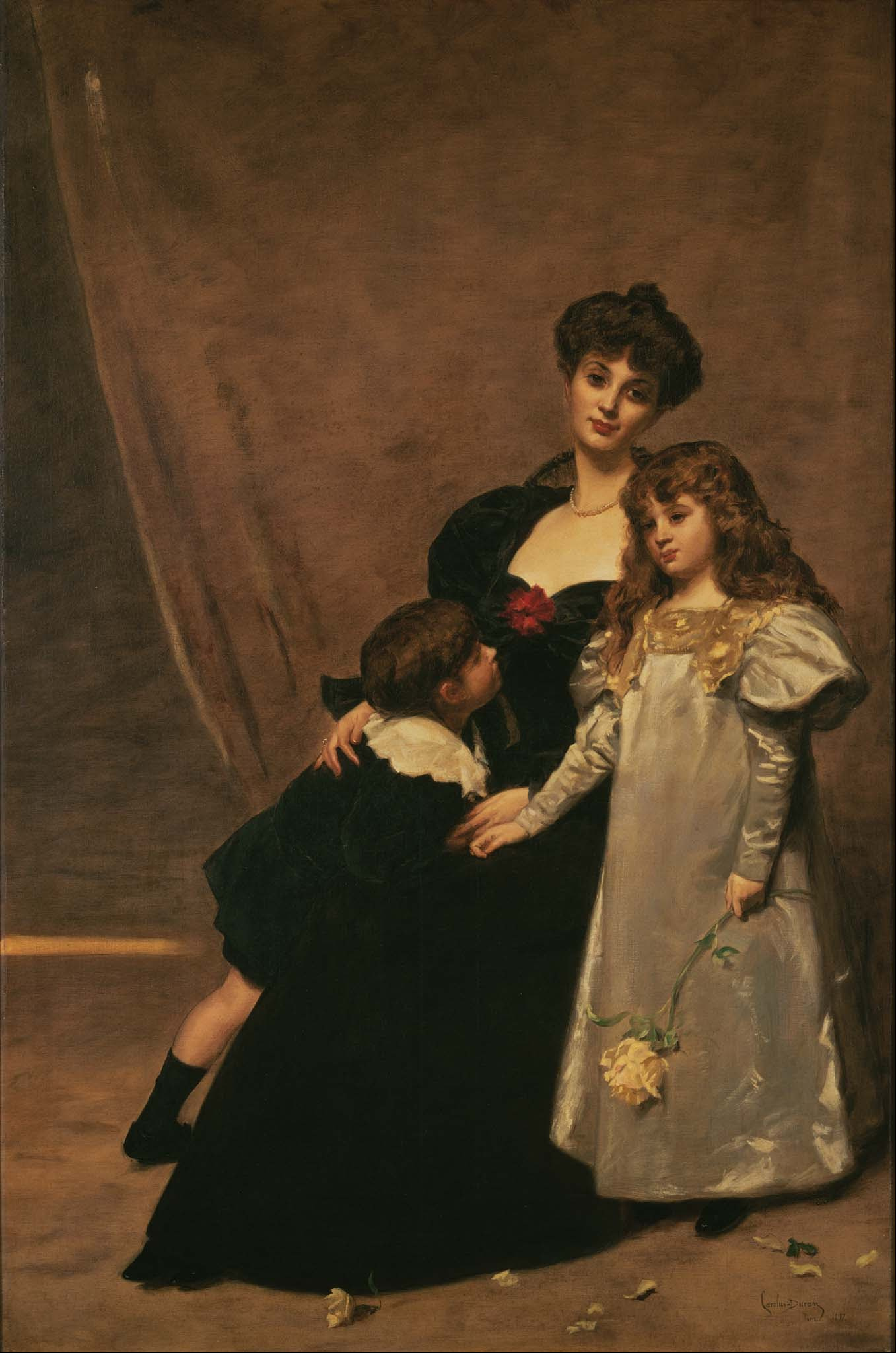
Mevrouw Feydeau en haar kinderen, 1897, Nationaal Museum voor Westerse Kunst, Tokyo

## Weblinks
- Charles Auguste Emile Carolus-Duran - Artworks op The Athenaeum
- Carolus Duran, op de website van Artcyclopedia

- Biblioteca Nacional de España: XX1505642
- Bibliothèque nationale de France: cb14066446t (data)
- Gemeinsame Normdatei: 116457775
- International Standard Name Identifier: 0000 0001 1556 6099
- Library of Congress Control Number: n87896143
- Base Léonore: LH//870/41
- Musée national d'archéologie, d'histoire et d'art: lkl013261
- Nationale Bibliotheek van Israël: 987007272847505171
- Nationale Bibliotheek van Polen: a0000003660627
- Nederlandse Thesaurus van Auteursnamen: 256388687
- Réseau des bibliothèques de Suisse occidentale: 02-A009231973
- RKD-Nederlands Instituut voor Kunstgeschiedenis: 15483
- SNAC: w6r21n2g
- Système universitaire de documentation: 070459002
- Union List of Artist Names: 500115346
- Virtual International Authority File: 34662644
- WorldCat: E39PBJfCw4dXtHqktw4cHYxMT3